# Grete Faremo
Grete Faremo, née le 16 juin 1955 à Arendal, est une femme politique norvégienne, avocate et femme d’affaires.
Depuis août 2014, elle occupe les fonctions de secrétaire générale adjointe des Nations unies et de directrice exécutive du Bureau des Nations Unies pour les services d’appui aux projets (UNOPS). Au cours de sa carrière politique, elle a occupé des postes de haut niveau au sein du gouvernement norvégien, dont celui de ministre de la Justice (deux mandats), de ministre de la Défense, de ministre du Développement international et de ministre du Pétrole et de l’Énergie.

## Biographie

### Famille
Grete Faremo est née en 1955 à Arendal et a grandi à Byglandsfjord (en) dans le district de Setesdal, situé dans le sud de la Norvège. Elle est la fille d’Osmund Faremo (en) (1921-1999), membre du Parti travailliste norvégien, et de Tora Aamlid (1921). Les fondements de sa philosophie politique ont été fortement influencés par son père, fait prisonnier pendant la Seconde Guerre mondiale après avoir été arrêté dans le cadre du décret « Nuit et brouillard » d’Adolf Hitler.

### Parcours professionnel
Grete Faremo fait ses études secondaires au Hornnes Gymnas, dans la ville voisine de Hornnes (en), et obtient son diplôme en 1973. Elle étudie ensuite le droit à l’université d’Oslo et se spécialise en droit international. En 1978, elle suit les cours d’été de l’Académie de droit international de La Haye. La même année, elle obtient son diplôme universitaire de deuxième cycle en droit.
Faremo entame sa carrière dans la fonction publique en 1979 en tant que conseillère juridique au ministère norvégien des Finances (en). Elle occupe ensuite un poste similaire au sein de l’Agence norvégienne de coopération au développement (1980-1984), puis elle est nommée chef de division au ministère de la Coopération au développement jusqu’en 1986, lorsqu’elle prend les fonctions de négociatrice en chef dans une société de gestion immobilière, Aker Eiendom AS. Deux ans plus tard, elle devient directrice exécutive de Theatrium AS, situé dans la zone nouvellement développée d’Aker Brygge (en), à Oslo, avant de quitter ce poste en 1990 pour occuper celui de directrice de la société norvégienne Arbeiderpresse (aujourd’hui connue sous le nom de Amedia (en)).
En 1997, Grete Faremo est nommée vice-présidente exécutive de Storebrand, société norvégienne de services financiers. En 2004, elle quitte ce poste pour travailler comme directrice du département juridique, des affaires générales et des relations publiques du bureau de la Microsoft Corporation pour l’Europe du Nord, puis pour l’Europe occidentale, poste qui lui a permis de mettre en place une division des affaires juridiques et publiques chargée d’assurer la conformité des activités de l’entreprise dans la région. Elle démissionne en 2008. Elle a également été associée d’une société indépendante d’experts-conseils, Rådgiverne LOS AS, pendant une courte période en 2009 avant de rejoindre le gouvernement.
Au fil de sa carrière, Grete Faremo a été membre de plusieurs conseils d’administration et associations, notamment en tant que membre du conseil de presse (1998-2004), présidente de Statnett SF (2000-2005), présidente du Norwegian People’s Aid (2003-2007), vice-présidente de l’Institut norvégien de recherche pour la défense (2006-2009), vice-présidente de Norsk Hydro ASA (2006-2009), membre du conseil de COWI AS (2008-2009), présidente du Norwegian Health SF (2009), ainsi que membre des conseils d’administration de l’orchestre philharmonique d’Oslo et de l’université de Bergen.

### Carrière politique

#### Ministre de Gro Harlem Brundtland
Le 3 novembre 1990, Grete Faremo est nommée ministre du Développement international (en) dans le cadre du troisième mandat de Gro Harlem Brundtland. Elle occupe cette fonction pendant deux ans avant d’être nommée ministre de la Justice et de la Sécurité publique en septembre 1992. L’année suivante, lors des élections législatives norvégiennes de 1993, elle est élue députée au Parlement norvégien (le Storting) pour la circonscription d’Oslo. Elle a aussi été membre du conseil municipal d’Oslo de 1987 à 1991.
Au cours de son premier mandat comme ministre de la Justice, Grete Faremo entame des négociations entre la Norvège et les pays membres de l’espace Schengen au sujet de la sécurité et de la libre circulation en Europe. Les gouvernements du Danemark, de la Finlande et de la Suède ont signé l’accord de Schengen en 1996, et l’Islande et la Norvège ont suivi en 1999.
Elle continue d’exercer ses fonctions de ministre de la Justice jusqu’au remaniement ministériel d’octobre 1996, pour ensuite être nommée à la tête du ministère du Pétrole et de l’Énergie par le nouveau Premier ministre Thorbjørn Jagland.

#### Démission à la suite d'un scandale
Cependant, deux mois après sa nomination, Grete Faremo est forcée de démissionner à la suite de l’affaire Berge Furre, qui a révélé que l’Agence de sécurité de la police norvégienne espionnait illégalement Berge Furre, du Parti socialiste de gauche et alors membre de la commission de Lund (en), chargée d’enquêter sur les allégations de surveillance illégale de citoyens norvégiens. Cette surveillance ayant pendant son passage au ministère de la Justice, elle assume la responsabilité politique du scandale et démissionne le 18 décembre 1996. Elle continue cependant d’exercer ses fonctions de députée au Parlement jusqu’à l’élection générale suivante en 1997, à laquelle elle décide de ne pas se représenter.

#### Ministre de Jens Stoltenberg

##### Ministre de la Défense
Après avoir travaillé pendant 12 ans dans le secteur privé, Grete Faremo fait son retour sur la scène politique norvégienne en qualité de ministre de la Défense dans le cadre du second mandat du premier ministre Jens Stoltenberg. Au cours de ce mandat, elle dirige la mise en œuvre d’une nouvelle stratégie de défense qui sert de base à la réorganisation des nouvelles forces aériennes, notamment grâce à l’acquisition de nouveaux avions de chasse F35.

##### Retour au ministère de la Justice
À la suite des attentats terroristes de 2011 en Norvège, face à une pression croissante au sujet de l’état des forces de police et de la sécurité, le ministre de la Justice au pouvoir, Knut Storberget, démissionne. Il déclare qu’après six années en tant que ministre de la Justice, il souhaite se concentrer sur son poste au Parlement et sur sa famille. Le 11 novembre 2011, Grete Faremo prend en charge le ministère, avec pour objectif de renforcer le système d’urgence norvégien, notamment en mettant en place une nouvelle structure, de nouveaux systèmes de communication et des chaînes de commandement claires pour la gestion et les communications en cas de crise. Une analyse approfondie des forces de police, effectuée à la demande de Grete Faremo, constitue le fondement des réformes structurelles de la police norvégienne.
Elle doit quitter son poste de ministre de la Justice à la suite des élections législatives norvégiennes de 2013, au cours desquelles la coalition de centre gauche au pouvoir (les « Rouges-verts ») perd face à la coalition de centre droite composée des Conservateurs et du Parti du progrès.

### Cadre des Nations unies
Le 7 mai 2014, le Secrétaire général des Nations unies Ban Ki-moon nomme Grete Faremo en tant que secrétaire générale adjointe et nouvelle directrice exécutive de l’UNOPS. Elle remplace Jan Mattsson, qui s’est retiré après avoir occupé ce poste pendant huit ans.
Depuis son arrivée à la direction de l’UNOPS, Grete Faremo a affirmé son ambition d’accroître la visibilité et la transparence de l’organisation. S’exprimant sur ses objectifs, Grete Faremo a déclaré : « Je pense que l’UNOPS possède de nombreuses années d’expérience et a réalisé des progrès significatifs qui ont tout intérêt à être davantage connus. C’est pourquoi je m’engage à accroître la visibilité de l’organisation. »
Au cours de la première année de Grete Faremo à ce poste, l’UNOPS a continué d’améliorer ses services et de travailler avec de nombreux partenaires internationaux, notamment l’Organisation pour l’interdiction des armes chimiques (OIAC) en Syrie, où l’UNOPS joue un rôle important pour soutenir la vérification et le contrôle des activités de l’OIAC. L’UNOPS a également travaillé en étroite collaboration avec la Mission des Nations unies pour l’action d’urgence contre Ebola, l’Organisation mondiale de la Santé, la Fondation Bill et Melinda Gates ainsi que les gouvernements de Guinée, de Sierra Leone et du Libéria pour répondre aux besoins des communautés et du personnel de santé touchés par l’épidémie de la maladie à virus Ebola, dans le cadre des activités de relèvement dans la région.
En juin 2015, Grete Faremo s’est rendue au Honduras, où l’UNOPS a signé un nouvel accord avec la Banque centraméricaine d’intégration économique (BCIE). Cet accord permettra à l’UNOPS et à la BCIE de travailler en étroite collaboration pour améliorer les capacités des pays d’Amérique centrale à concevoir, mettre en œuvre et gérer de manière efficace des projets publics et des initiatives issues de partenariats entre les secteurs public et privé.

### Vie privée
En dehors de sa vie professionnelle et politique, Grete Faremo est passionnée de chant. Elle commence à chanter très jeune et maîtrise différents genres tels que la musique populaire, le rock, les comédies musicales et les chansons de cabarets. Elle aime tout particulièrement chanter des airs de la chanteuse de cabaret française Édith Piaf.
En 2000, elle enregistre une chanson avec l’artiste folk rock norvégien Trond Granlund (en), intitulée « Losbylinna », qui est restée cinq semaines en première position du classement Norsktoppen de la NRK,.
Elle est polyglotte, parlant couramment l’anglais, le danois et le suédois, en plus du norvégien, sa langue maternelle.
Grete Faremo est mariée à l’acteur norvégien Magne Lindholm. Ils ont une fille, Oda, qui est journaliste, auteure et historienne à Oslo.